# La Jeune Fille indienne
Pour plus de détails, voir Fiche technique et Distribution.
La Jeune Fille indienne (titre original : The Red Girl) est un film muet américain réalisé par D. W. Griffith, sorti en 1908.

## Synopsis
Une jeune indienne abrite une mexicaine qui a volé l'or d'une fillette. La femme obtient le remboursement du vol en torturant la mexicaine et en volant le mari de celle-ci.

## Fiche technique
- Titre : La Jeune Fille indienne
- Titre original : The Red Girl
- Réalisation : D. W. Griffith
- Scénario : D. W. Griffith et Stanner E. V. Taylor
- Société de production et de distribution : American Mutoscope and Biograph Company[2]
- Photographie : Arthur Marvin
- Pays de production :  États-Unis
- Format[3] : Noir et blanc - Muet - 1,33:1 ou 1,37:1[4] - 35 mm[4],[5]
- Longueur de pellicule : 1014 pieds (309 mètres[5])
- Durée : 17 minutes (à 16 images par seconde)[3]
- Genre : Western[4], Film d'action
- Date de sortie : 15 septembre 1908

## Distribution
Les noms des personnages proviennent de l'Internet Movie Database.
- Linda Arvidson : la femme dans le deuxième bar
- Arthur V. Johnson
- Charles Inslee : le mari de l'indienne
- Anthony O'Sullivan
- Marion Sunshine
- Mack Sennett : un homme dans le premier bar / un homme dans le deuxième bar
- Harry Solter : un serveur
- Clara T. Bracy
- Florence Lawrence : l'indienne[4],[6]
- George Gebhardt : un indien / un homme dans le premier bar / un homme dans le deuxième bar[4],[6]
- D. W. Griffith : l'homme sur le sentier[4],[6]

## Autour du film
- Les scènes du film ont été tournées les 1er et 12 août 1908 à Little Falls[7] et à Fort Lee, dans le New Jersey.